# Montdurausse

Montdurausse este o comună în departamentul Tarn din sudul Franței. În 2009 avea o populație de 318 de locuitori.

## Evoluția populației
| An        | 1975 | 1982 | 1990 | 1999 | 2006 | 2009 |
| --------- | ---- | ---- | ---- | ---- | ---- | ---- |
| Populație | 217  | 265  | 218  | 246  | 299  | 318  |